# 平生翔大
平生 翔大（ひらお しょうだい、2002年10月11日 - ）は、ジャパンラグビーリーグワンの東京サントリーサンゴリアスに所属するラグビーユニオン選手。

## 来歴
小学生からラグビーを始める。5年生の時に関西学院初等部に編入、その後も中学部、高等部へと進学し、ラグビーを続けた。
高等部3年では主将を務め、2020年度にチームは5年ぶりの花園（全国高等学校ラグビーフットボール大会）への出場を果たす。個人としても、大会優秀選手に選出された。
関西学院大学ラグビー部でも4年次に主将を務めた。
大学4年の2025年1月、東京サントリーサンゴリアスに加入した。同年3月、関西学院大学卒業。同年4月27日に行われたJAPAN RUGBY LEAGUE ONE第16節カンファレンスBトヨタヴェルブリッツ戦にて途中出場でリーグワン公式戦初出場を果たした。